# Martha Scott
Martha Ellen Scott (Jamesport, 22 settembre 1912 – Los Angeles, 28 maggio 2003) è stata un'attrice statunitense.

## Biografia
Martha Scott nacque a Jamesport (Missouri) dall'ingegnere Walter Scott e da Letha McKinley, cugina di secondo grado del presidente U.S.A. William McKinley. Studiò arte drammatica all'Università del Michigan e iniziò a recitare in produzioni shakespeariane durante l'Esposizione Internazionale Progress World's Fair svoltasi a Chicago nel 1933-1934, in occasione dei festeggiamenti per il centenario della città.
Trasferitasi a New York, esordì nel 1938 a Broadway con il ruolo di Emily Webb nella pièce Our Town, tratta dall'opera Piccola città di Thornton Wilder. La sua grande interpretazione fece di lei una star del palcoscenico e le consentì di ottenere il medesimo ruolo nella trasposizione cinematografica del lavoro, che si intitolò La nostra città (1940), per la regia di Sam Wood. Il debutto sul grande schermo, accanto al giovane William Holden, fu altrettanto trionfale e la Scott ottenne un ottimo riscontro di pubblico e di critica, e una candidatura all'Oscar alla miglior attrice. Rispetto alla versione teatrale, in cui si assiste alla morte del personaggio di Emily nell'ultimo atto, la versione cinematografica optò per un più tradizionale e rassicurante lieto fine adatto ai gusti del pubblico.
L'attrice comparve sugli schermi in maniera sporadica durante gli anni quaranta e nella prima metà degli anni cinquanta, privilegiando invece le interpretazioni teatrali a Broadway. Nel 1955 ritornò al cinema da protagonista nel dramma Ore disperate (1955) di William Wyler, accanto a Humphrey Bogart, e l'anno successivo apparve nel colossal I dieci comandamenti (1956) di Cecil B. DeMille, in cui interpretò il sofferto ruolo di Yochebed, la schiava ebrea madre di Mosè (Charlton Heston). Nel 1957 affiancò Marlon Brando e Patricia Owens nel romantico Sayonara di Joshua Logan, mentre nel 1959 tornò sul set di un kolossal storico in Ben-Hur di William Wyler, impersonando la nobile e orgogliosa Miriam, madre di Giuda Ben Hur (ancora Charlton Heston).
Dopo l'enorme successo di Ben-Hur, film vincitore di undici premi Oscar, la Scott tornò nuovamente al teatro e alla televisione. Insieme con i colleghi Henry Fonda e Robert Ryan, nel 1968 fondò la compagnia teatrale The Plumstead Playhouse, con la quale produsse la commedia First Monday in October (interpretata da Fonda e da Jane Alexander), più tardi trasposta sul grande schermo nel film Una notte con vostro onore (1981), oltre a una versione di successo di Twelve Angry Men, andata in scena presso l'Henry Fonda Theater di Hollywood negli anni ottanta.
Dagli anni settanta, la Scott fu un'interprete quasi esclusivamente televisiva, comparendo sul grande schermo in rare occasioni, come in Airport '75 (1974), grande successo del genere catastrofico in cui interpretò il ruolo di sister Beatrice. Tra le sue apparizioni televisive, sono da ricordare le popolari serie L'uomo da sei milioni di dollari (1974-1976), nel ruolo della madre del protagonista Steve Austin (Lee Majors), La donna bionica (1976-1977) e Dallas, in cui interpretò dieci episodi tra il 1979 e il 1985 nel ruolo di Patricia Shepard, madre di Sue Ellen Ewing (Linda Gray).

## Vita privata
Dal primo matrimonio (1940-1946) con il produttore Carlton W. Alsop, l'attrice ebbe un figlio, Scott (nato nel 1942). Nel 1946 si risposò con Mel Powell, compositore e pianista jazz, da cui ebbe due figlie, Mary e Kathleen. Il matrimonio durò fino alla morte di Powell nel 1998, mentre la Scott morì per cause naturali il 28 maggio 2003, all'età di novant'anni. Riposa nel cimitero massonico di Jamesport accanto al marito Mel Power.

## Filmografia parziale

### Cinema
- La nostra città (Our Town), regia di Sam Wood (1940)
- Quelli della Virginia (The Howards of Virginia), regia di Frank Lloyd (1940)
- Tutta una vita (Cheers for Miss Bishop), regia di Tay Garnett (1941)
- Otto giorni di vita (They Dare Not Love), regia di James Whale (1941)
- Un piede in paradiso (One Foot in Heaven), regia di Irving Rapper (1941)
- Hi Diddle Diddle, regia di Andrew L. Stone (1943)
- Terra nera (In Old Oklahoma), regia di Albert S. Rogell (1943)
- La taverna delle stelle (Stage Door Canteen), regia di Frank Borzage (1943)
- So Well Remembered, regia di Edward Dmytryk (1947)
- Strange Bargain, regia di Will Price (1949)
- Quando sarò grande (When I Grow Up), regia di Michael Kanin (1951)
- Ore disperate (The Desperate Hours), regia di William Wyler (1955)
- I dieci comandamenti (The Ten Commandments), regia di Cecil B. DeMille (1956)
- Eighteen and Anxious, regia di Joe Parker (1957)
- Sayonara, regia di Joshua Logan (1957)
- Ben-Hur, regia di William Wyler (1959)
- The Man from Independence, regia di Jack Smight (1974)
- Airport 75, regia di Jack Smight (1974)
- Due vite una svolta (The Turning Point), regia di Herbert Ross (1977)
- Una notte con vostro onore (First Monday in October), regia di Ronald Neame (1981) (non accreditata)
- Galeotti sul pianeta Terra (Doin' Time on Planet Earth), regia di Charles Matthau (1988)

### Televisione
- Lights Out – serie TV, episodio 3x39 (1951)
- TV Reader's Digest – serie TV, episodio 1x03 (1955)
- Follow the Sun – serie TV, episodio 1x19 (1962)
- The Greatest Show on Earth – serie TV, episodio 1x03 (1963)
- The Nurses – serie TV, episodi 1x23-1x26 (1963)
- Cimarron Strip – serie TV, episodio 1x09 (1967)
- F.B.I. (The F.B.I.) – serie TV, 1 episodio (1967)
- Ironside – serie TV, 1 episodio (1969)
- Una moglie per papà (The Courtship of Eddie's Father) – serie TV, 1 episodio (1970)
- Longstreet – serie TV, 1 episodio (1971)
- The Delphi Bureau – serie TV, 1 episodio (1972)
- La figlia del diavolo (The Devil's Daughter), regia di Jeannot Szwarc – film TV (1973)
- Mod Squad, i ragazzi di Greer (The Mod Squad) – serie TV, 1 episodio (1973)
- Marcus Welby (Marcus Welby, M.D.) – serie TV, 1 episodio (1973)
- Difesa a oltranza (Owen Marshall: Counselor at Law) – serie TV, 1 episodio (1973)
- Sulle strade della California (Police Story) – serie TV, 1 episodio (1974)
- Pepper Anderson agente speciale (Police Woman) – serie TV, 1 episodio (1974)
- Colombo (Columbo) – serie TV, episodio 4x05 (1975)
- L'uomo da sei milioni di dollari (The Six Million Dollar Man) – serie TV, 3 episodi (1974-1976)
- La donna bionica (The Bionic Woman) – serie TV, 6 episodi (1976-1977)
- Love Boat (The Love Boat) – serie TV, 1 episodio (1979)
- I segreti di Midland Heights (Secrets of Midland Heights) – serie TV, 10 episodi (1980-1981)
- Magnum, P.I. – serie TV, 1 episodio (1983)
- Dallas – serie TV, 10 episodi (1979-1985)
- Autostop per il cielo (Highway to Heaven) – serie TV, 2 episodi, di cui 3x06 (1986)
- La signora in giallo (Murder, She Wrote) – serie TV, episodio 3x21 (1987)
- Hotel – serie TV, 2 episodi (1985-1987)

## Doppiatrici italiane
- Wanda Tettoni in Quelli della Virginia, Tutta una vita
- Renata Marini in Terra nera, Ben-Hur
- Rina Morelli in Un piede in paradiso
- Dhia Cristiani in Ore disperate
- Giovanna Scotto in I dieci comandamenti
- Andreina Pagnani in Sayonara
- Micaela Giustiniani in La figlia del diavolo
- Benita Martini in Colombo
- Alina Moradei in Dallas
- Carla Comaschi in General Hospital
- Mirella Pace in La signora in giallo[1]